# El Paraje, Hidalgo
El Paraje är en ort i Mexiko.   Den ligger i kommunen Yahualica och delstaten Hidalgo, i den sydöstra delen av landet, 190 km nordost om huvudstaden Mexico City. El Paraje ligger 401 meter över havet och antalet invånare är 141.
Terrängen runt El Paraje är kuperad. Runt El Paraje är det ganska tätbefolkat, med 116 invånare per kvadratkilometer. Närmaste större samhälle är Xochiatipan de Castillo, 10,6 km söder om El Paraje. I omgivningarna runt El Paraje växer huvudsakligen savannskog.